# Virtuelle Akustik
Das Gebiet der virtuellen Akustik umfasst Theorien zur Repräsentation virtueller Schallfelder (räumlicher musikalischer Szenen und akustischer Umgebungen) und deren Signalverarbeitungskonzepte, die zur Erfassung und interaktiven lautsprecher- wie kopfhörerbasierten Darbietung virtueller Schallfelder (Auralisation) führen.

## Definition
Der Begriff der virtuellen Akustik wird in der Literatur unterschiedlich genutzt. Die folgende Definition gehört zu den weit akzeptierten.
“The term virtual acoustics is often applied when a sound signal is processed to contain features of a simulated acoustical space and sound is spatially reproduced either with binaural or with multichannel techniques.”

## Anwendungen in Virtual, Augmented und Mixed Reality
Der naheliegendste Anwendungsbereich virtueller Akustik ist der Gaming- und Entertainmentbranche. Darüber hinaus kann die Virtuelle Akustik jedoch auch ein sehr hilfreiches Werkzeug in Anwendungsbereichen, zum Beispiel:
- Virtuelle Produktentwicklung
- Virtuelle Soziale Interaktion - z. B. interessant um Reiseaktivität zu mindern - für berufliche Meetings oder private Zusammentreffen
- Therapeutische Anwendungen - Audiologie, Psychotherapie, generelle Genesungsunterstützung für Patienten in Krankenhäusern
- Lehre und Informationsvermittlung, z. B. in Museen - Hörbarmachung
- Kultur und Erhalt historischer Klangkulissen
- Neuartige künstlerische Medien